# Royal Bafokeng Stadion
A Royal Bafokeng Stadion, teljes nevén Royal Bafokeng Sports Palace egy többfunkciós sportlétesítmény Phokengban, Rustenburg közelében a Dél-afrikai Köztársaságban. 1999-ben nyitották meg, befogadóképessége 44 530 fő, 2009-ben felújításon és bővítésen esett át.
A 2009-es konföderációs kupán négy mérkőzést rendeztek itt, míg a 2010-es labdarúgó-világbajnokságon öt csoportmérkőzést és egy nyolcaddöntőt játszottak a stadionban. A 2013-as afrikai nemzetek kupájának egyik helyszíne volt.

## Események

### 2009-es konföderációs kupa
| Dátum            | Pályaválasztó           | Eredmény | Vendég                  | Forduló       |
| ---------------- | ----------------------- | -------- | ----------------------- | ------------- |
| 2009. június 14. | Új-Zéland               | 0 – 5    | Spanyolország           | A csoport     |
| 2009. június 17. | Dél-afrikai Köztársaság | 2 – 0    | Új-Zéland               | A csoport     |
| 2009. június 21. | Egyiptom                | 0 – 3    | Egyesült Államok        | B csoport     |
| 2009. június 28. | Spanyolország           | 3 – 2    | Dél-afrikai Köztársaság | Bronzmérkőzés |

### 2010-es labdarúgó-világbajnokság
| Dátum            | Pályaválasztó    | Eredmény | Vendég           | Forduló      |
| ---------------- | ---------------- | -------- | ---------------- | ------------ |
| 2010. június 12. | Anglia           | 1 – 1    | Egyesült Államok | C csoport    |
| 2010. június 15. | Új-Zéland        | 1 – 1    | Szlovákia        | F csoport    |
| 2010. június 19. | Ghána            | 1 – 1    | Ausztrália       | D csoport    |
| 2010. június 22. | Mexikó           | 0 – 1    | Uruguay          | A csoport    |
| 2010. június 24. | Dánia            | 1 – 3    | Japán            | E csoport    |
| 2010. június 26. | Egyesült Államok | 1 – 2    | Ghána            | Nyolcaddöntő |

### 2013-as afrikai nemzetek kupája
| Dátum            | Pályaválasztó    | Eredmény | Vendég           | Forduló     |
| ---------------- | ---------------- | -------- | ---------------- | ----------- |
| 2013. január 22. | Elefántcsontpart | 2 – 1    | Togo             | D csoport   |
| 2013. január 22. | Tunézia          | 1 – 0    | Algéria          | D csoport   |
| 2013. január 26. | Elefántcsontpart | 3 – 0    | Tunézia          | D csoport   |
| 2013. január 26. | Algéria          | 0 – 2    | Togo             | D csoport   |
| 2013. január 29. | Etiópia          | 0 – 2    | Nigéria          | C csoport   |
| 2013. január 30. | Algéria          | 2 – 2    | Elefántcsontpart | D csoport   |
| 2013. február 3. | Elefántcsontpart | 1 – 2    | Nigéria          | Negyeddöntő |